# Asistazija
Asistazija (lat. Asystasia), biljni rod iz porodice primogovki smješten u podtribus Graptophyllinae, dio tribusa Justicieae, potporodica Acanthoideae. Sastoji se od 59 vrsta u suptropskom i tropskom Starom svijetu i Australiji

## Etimologija
Latinsko ime roda "Asystasia" znači nedosljednost, odnosi se na radijalno simetrične cvjetove u ovom rodu što je neuobičajeno u porodici Acanthaceae.

## Opis
Zeljasto bilje ili grmlje. Cvat terminalni ili aksilarni, tirsi, cimes ili pojedinačni. Čaška aktinomorfna, 5-režnjevita. Vjenčić ± aktinomorfan ili dvoustan; zvonasti gore; rugula na gornjoj usni nejasna; režnjeva 5. Plodnih prašnika 4, dvostrukih; prašnici 2-tekusni. Jajnik sa 2 jajne stanice. Sjeme bez higroskopnih dlačica.  

## Vrste
1. Asystasia africana (S. Moore) C. B. Clarke
2. Asystasia alba Ridl.
3. Asystasia albiflora Ensermu
4. Asystasia ammophila Ensermu
5. Asystasia ansellioides C.B.Clarke
6. Asystasia atriplicifolia Bremek.
7. Asystasia australasica F.M.Bailey
8. Asystasia buettneri Lindau
9. Asystasia calcicola Ensermu & Vollesen
10. Asystasia charmian S.Moore
11. Asystasia chelonoides Nees
12. Asystasia congensis C.B.Clarke
13. Asystasia crispata Benth.
14. Asystasia dalzelliana Santapau
15. Asystasia decipiens Heine
16. Asystasia excellens Lindau
17. Asystasia fragilis Ensermu ined.
18. Asystasia gangetica (L.) T.Anderson
19. Asystasia glandulifera Lindau
20. Asystasia glandulosa Lindau
21. Asystasia guttata (Forssk.) Brummitt
22. Asystasia hedbergii Ensermu
23. Asystasia hirsuta (T.J.Edwards) I.Darbysh. & E.A.Tripp
24. Asystasia hispida J.B.Imlay
25. Asystasia intrusa (Forssk.) Blume
26. Asystasia laticapsula C.B.Clarke ex Karlström
27. Asystasia leptostachya Lindau
28. Asystasia lindauiana Hutch. & Dalziel
29. Asystasia linearis S.Moore
30. Asystasia lorata Ensermu
31. Asystasia macrophylla (T.Anderson) Benth. ex Lindau
32. Asystasia malawiana Brummitt & Chisumpa
33. Asystasia masaiensis Lindau
34. Asystasia minutiflora Ensermu & Vollesen
35. Asystasia moorei Ensermu
36. Asystasia mysorensis (Roth) Anderson
37. Asystasia natalensis C.B.Clarke
38. Asystasia nemorum (Russell ex Wall.) Nees
39. Asystasia noliae R.J.A.Puente
40. Asystasia oppositiflora Bremek.
41. Asystasia pusilla C.B.Clarke
42. Asystasia retrocarpa T.J.Edwards
43. Asystasia richardsiae Ensermu
44. Asystasia riparia Lindau
45. Asystasia salicifolia Craib
46. Asystasia scandens (Lindl.) Hook.
47. Asystasia schliebenii Mildbr.
48. Asystasia stenosiphon C.B.Clarke
49. Asystasia subbiflora C.B.Clarke
50. Asystasia tanzaniensis Ensermu & Vollesen
51. Asystasia travancorica Bedd.
52. Asystasia trichotogyne Lindau
53. Asystasia uniflora Deflers
54. Asystasia varia N.E.Br.
55. Asystasia variabilis (Nees ex DC.) Trimen
56. Asystasia venui Anant Kumar, G.Krishna & Av.Bhattacharjee
57. Asystasia vogeliana Benth.
58. Asystasia welwitschii S.Moore
59. Asystasia zambiana Brummitt & Chisumpa